# Silurus tomodai
Silurus tomodai — вид сомів, що описаний у 2018 році. Виокремлений з виду Silurus lithophilus на основі морфологічних та генетичних відмінностей. Названий на честь японського іхтіолога Томоди Йосіо.

## Поширення
Ендемік Японії. Виявлений у прісних водоймах острова Хонсю (префектури Міє, Айті, Ґіфу, Сідзуока і Наґано.

## Опис
Риба завдовжки до 51 см. Тіло подовжене з плоскою головою. Рило не надто витягнуте. Має маленький спинний плавець. Самці дрібніші і стрункіші за самиць. Забарвлення: загальний фон коричнево-зелений зі світлими вставками, що утворюють строкатий малюнок.

## Спосіб життя
Трапляється в річках з помірною або швидкою течією з кам'янистим дном. Живиться великими водними безхребетними і рибою. Нереститься парами. Ікра відкладається в ямки, вириті самцем.